# Rathaus (Niederhofen)

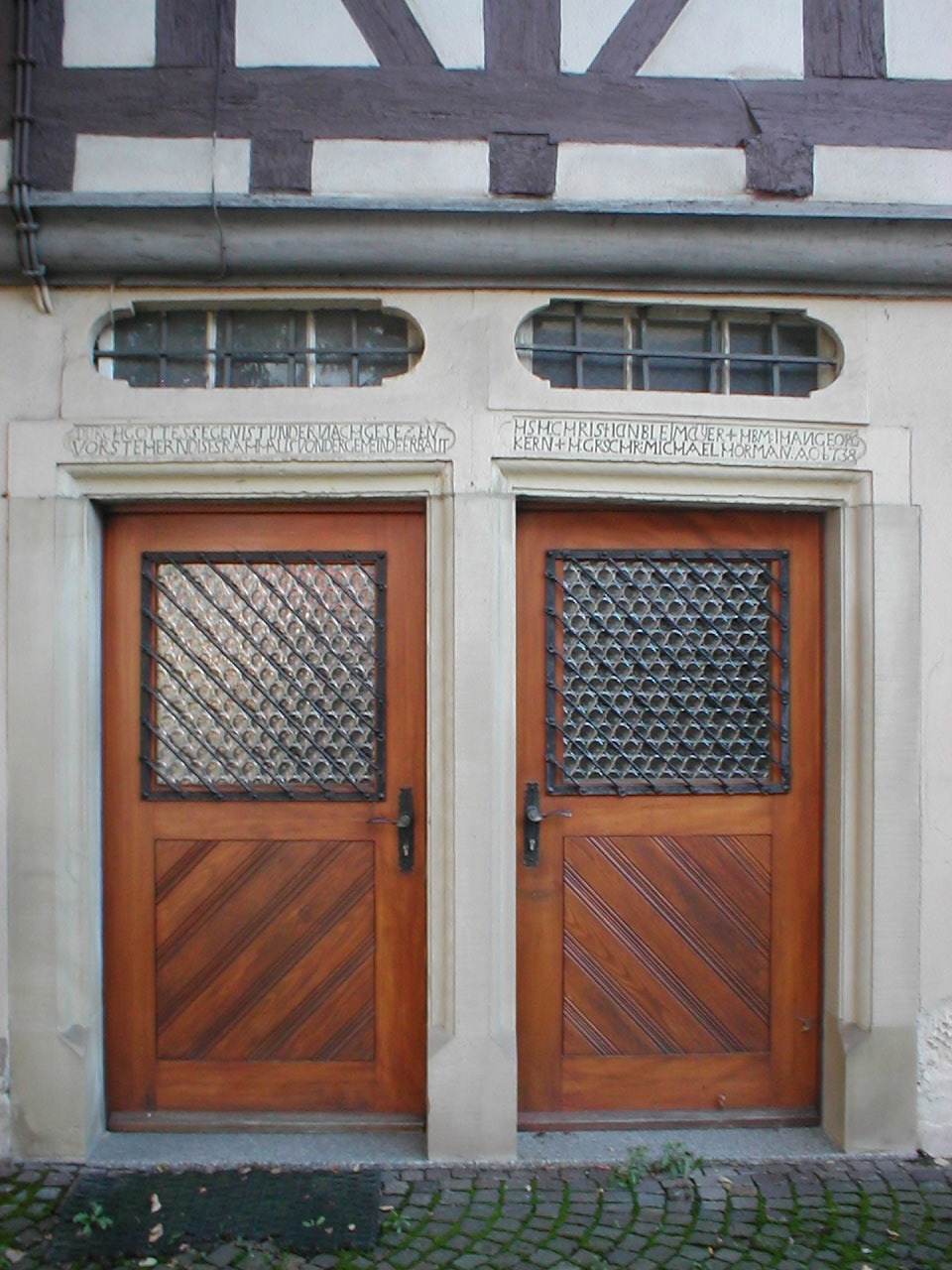
Portale des Rathauses in Niederhofen

Das Rathaus in Niederhofen, einem Ortsteil der Gemeinde Schwaigern im Landkreis Heilbronn in Baden-Württemberg, wurde laut Inschrift 1738 errichtet. Das ehemalige Rathaus an der Rathausgasse 1 ist ein geschütztes Kulturdenkmal. 
Der zweigeschossige Bau mit massiv gemauertem, verputztem Erdgeschoss mit Eckquaderungen und Fachwerk-Obergeschossen wird von einem Krüppelwalmdach mit Dachreiter abgeschlossen. 
Die Inschrift über den Eingangsportalen lautet: „Durch Gottes Segen ist undernachgesezen Vorstehern dises Rathhaus von der Gemeinde erbaut HSH: Christian Bleimayer + H BM: Ihan Georg Kern + H: Gr:Schr: MichaelHörmann. Ao 1738“. 